# Петтіненго
Петтіненго, Петтіненґо (італ. Pettinengo, п'єм. Pcinengh) — муніципалітет в Італії, у регіоні П'ємонт, провінція Б'єлла.
Петтіненго розташоване на відстані близько 540 км на північний захід від Рима, 65 км на північний схід від Турина, 5 км на південний схід від Б'єлли.
Населення — 1440 осіб (2014).

## Демографія
Населення за роками:

Станом на 1 січня 2023 року в муніципалітеті офіційно проживало 110 іноземців з 25 країн, серед них 14 громадян країн Євросоюзу та 4 громадяни України.

## Сусідні муніципалітети
- Андорно-Мікка
- Б'єлла
- Біольйо
- Каллаб'яна
- Камандона
- П'єдікавалло
- Піла
- Пьоде
- Расса
- Ронко-Б'єллезе
- Скопелло
- Сельве-Марконе
- Тавільяно
- Терненго
- Валле-Моссо
- Валле-Сан-Ніколао
- Вельйо
- Цумалья